# Convergencia (telecomunicaciones)
Convergencia es un término que se utiliza en el ámbito de las telecomunicaciones para designar aquellas redes, sistemas y servicios, que se construyen a partir de (o combinando) otras redes, sistemas o servicios

## Contextualización

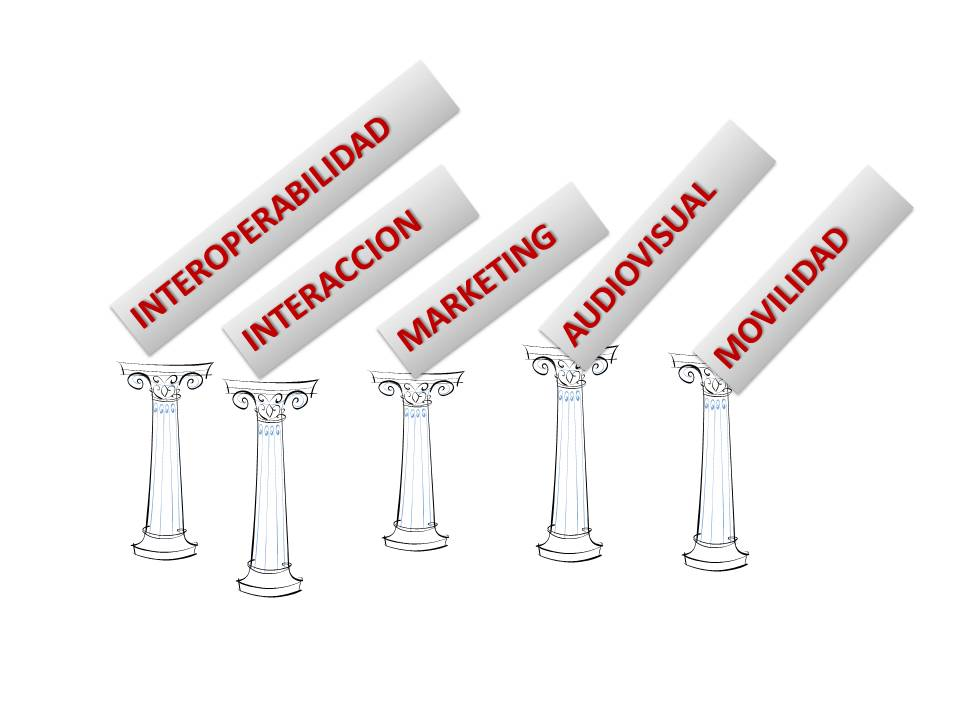
Los cinco pilares de la Convergencia de las Telecomunicaciones

El término “Convergencia”, se utiliza aplicado a diversas situaciones del sector de las tecnologías de la información y comunicación (
 TIC
), por lo que a veces puede parecer ambiguo.Hay un denominador común en todas estas situaciones: son la consecuencia de un legítimo deseo del mercado por disponer de cualquier servicio susceptible de ser distribuido por las Telecomunicaciones, en cualquier circunstancia en la que se encuentre el usuario.
Como todo lo que tiene que ver con la Convergencia de las Telecomunicaciones está fuertemente influenciado por la evolución de los mercados de masas, la ingeniería de las Telecomunicaciones de la Convergencia debe basarse en el marketing, es decir, orientar el diseño de los productos y servicios hacia la satisfacción de la gente. Así mismo, lo que más satisfacción le da a la gente es el disfrute de los multimedia, sobre todo el audiovisual, y hacerlo en cualquier parte, porque a las personas les gusta la movilidad. Además, los usuarios quieren acceder a cualquier contenido o servicio prestado por cualquier proveedor, es decir, los proveedores de servicios y operadores necesitan establecer protocolos, tanto técnicos como de negocio, para la interoperabilidad de sus redes y sistemas, y también para la interacción entre los diversos servicios y contenidos digitales posibles.